# 이상기 (1987년)
이상기(李相基, 1987년 3월 8일 ~ )는 대한민국의 전 축구 선수로, 포지션은 골키퍼였다. 축구 선수 은퇴 이후, 현재 스포츠 IT기업인 QMIT의 대표로써 기업인으로 활동하고 있다.

## 선수 생활
2010년 성남 일화 천마에서 프로 생활을 시작했지만 한 경기도 출전하지 못한 채 FA로 나왔다. 2011년 수원 삼성 블루윙즈로 이적하였으나, 정성룡, 양동원에게 밀려 출전하지 못하였다.
2011년 7월, 당시 승부조작 파문으로 골키퍼 네 명 중 세 명을 잃은 상주 상무 피닉스는 K리그 각 구단에 골키퍼를 모집하는 특별 공고를 내었고, 이상기가 이에 지원, 합격하였다. 9월 10일, 강원을 상대로 첫 경기에 나섰으나, 상주는 강원에 2-0으로 패배하여 혹독한 K리그 데뷔전을 치렀다. 전역 후
2013년 6월 수원삼성에서 정성룡의 대표팀 합류로 선발 출전의 기회를 잡아 무실점 경기를 보여주었다.
2014년 시즌 수원 FC로 이적하였다.
2015년 시즌 중반, 강원 FC에 이적해 활약했으나, 팀의 승강플레이오프 진출을 이끌지는 못했다.
2016년 서울 이랜드 FC가 이상기 영입을 공식 발표하였다.
2017년 12월 13일 구단 공식 페이스북 페이지를 통해 선수 생활을 은퇴한다는 소식을 전했다.

## 기업인 생활
이상기는 은퇴 이후 창업에 도전하여, 스포츠 IT기업인 QMIT를 설립하였다.

## 그 외
그는 평소 네이버 블로그를 운영하는 블로거로 알려져 있다.